# D☆DATE
D☆DATE（日語：ディーデイト）所屬經紀公司渡邊娛樂。由日本男演員集團D-BOYS中四位團員所組成。2010年3月組成、2010年12月CD出道。

## 成員
- 荒木宏文（あらき ひろふみ、 1983年6月14日 - ） 隊長
- 瀨戶康史（せと こうじ、 1988年5月18日 - ）
- 堀井新太（ほりい あらた、 1992年6月26日 - ）

### 前成員
- 五十嵐隼士（いがらし しゅんじ、 1986年8月7日 - ）

2013年11月退出。理由為將繼承父親的事業。（已退出演藝圈、現在在六本木經營日式料理餐廳「しゃぶ八」）
- 中村優一（なかむら ゆういち、 1987年10月8日 -）

CD出道前就暫停演藝活動，沒有直接參予過團體活動。並在2011年11月8日退出。
- 柳下大（やなぎした とも、1988年6月3日 - ）2012年6月29日加入。因2020年9月底決定退出演藝圈而隨之退團。

## 經歷

### 2010年
- 3月、企劃正式啟動、企劃第一彈：特別組合成立

- 初期團員為荒木宏文、五十嵐隼士、瀬戸康史、中村優一4名。
- 當時正式團名尚未確定

- 企劃第二彈：舉行「D-BOYSスペシャルユニットオーディション」徵選會、優勝者將加入團體。
- 7月4日、企劃第三彈：D-BOYS冠名節目『D-BOYS BE AMBITIOUS』撥出。
- 9月5日、企劃第四彈：由觀眾票選的團名決定。並在『D-BOYS BE AMBITIOUS』中發表。
- 9月19日、「D-BOYSスペシャルユニットオーディション」舉行最終審核、在三萬人的參加者中選出六位出場。

優勝為堀井新太(在粉絲投票中第一名是山田裕貴、堀井則是第三名)，當日加入D☆DATE。
- 同日、發表中村優一因身體不適暫停所有演藝活動。

- 10月21日、企劃第五彈：發表將以歌手出道、開設公式網頁。
- 12月1日、發行首張單曲CD「あと1cmのミライ」，正式出道。

- 同月13日、在Oricon公信榜周榜中獲得第七名。

### 2011年
- 4月6日、第二張單曲「CHANGE my LIFE」發售。
- 7月27日、第三張單曲「DAY BY DAY」發售。
- 7月30日東京、8月3日大阪、8月4日名古屋，舉辦「D☆DATE 1st Tour 2011 Summer DATE LIVE ～手をつないで～」演唱會。
- 11月8日、發表長期静養中的中村從D-BOYS畢業及退出D☆DATE。
- 12月21日、演唱會DVD『D☆DATE 1st Tour 2011 Summer DATE LIVE 〜手をつないで〜』發售。

### 2012年
- 1月11日、第四張單曲「Love Heaven」發售。(由隊長荒木作詞)
- 2月16日、官方部落格開設。
- 2月22日、第五張單曲「JOKER」發售。(連續兩個月發行新單曲)
- 4月25日、首張專輯「1st DATE」發售。
- 6月10日福岡、6月16日東京、6月21日大阪、6月22日名古屋，舉辦「D☆DATE TOUR 2012 〜DATE A LIVE〜」演唱會。
- 6月29日、在「TOKYO DOME CITY HALL」舉行追加公演，並公佈新成員柳下大加入。
- 10月7日、avex移籍發表。

### 2013年
- 1月1日、演唱會DVD『D☆DATE TOUR 2012 ～DATE A LIVE～7net限定版』發售。
- 1月6日、舉行新年大握手會，隊長荒木公佈新單曲將在海外拍攝PV。
- 1月30日、演唱會DVD『D☆DATE TOUR 2012 ～DATE A LIVE～通常版』發售。
- 3月22日、發表第六張單曲［GLORY DAYS」共六個版本 預定在6月12日發售。

暌違一年半的新單曲、同時也是柳下加入一年後發行的第一張單曲。
- 6月12日、第六張單曲「GLORY DAYS」發售。
- 8月5日、演出『a-nation island powered by ウイダーinゼリー』 Asia Progress 〜Blue Ocean〜。
- 10月13日福岡、10月18日名古屋、10月25日大阪、11月4日東京，舉辦「D☆DATE LIVE TOUR 2013 〜GLORY FIVE〜」演唱會。
- 11月4日、成員五十嵐發表11月底將從D-BOYS及D☆DATE畢業並退出演藝圈。(五十嵐隼士引退聲明)
- 11月17日、在TOKYO DOME CITY HALL舉行『D☆DATE TOUR 2013 FINAL』演唱會。同時也是五十嵐最後的登台演出。

## 作品

### 單曲
| 枚 | 單曲名          | 發售日        | 販售 形態           | 形態                                                        | 最高順位 |
| 1  | あと1cmのミライ | 2010年12月1日 | CD+DVD CD           | 初回限定盤A 初回限定盤B 通常盤                              | 7位      |
| 2  | CHANGE my LIFE  | 2011年4月6日  | CD+DVD CD           | 初回限定盤A 初回限定盤B 通常盤                              | 7位      |
| 3  | DAY BY DAY      | 2011年7月27日 | CD+DVD CD           | 初回限定盤A 初回限定盤B 通常盤                              | 7位      |
| 4  | Love Heaven     | 2012年1月11日 | CD+DVD CD           | 初回限定盤A 初回限定盤B 通常盤                              | 6位      |
| 5  | JOKER           | 2012年2月22日 | CD+DVD CD           | 初回限定盤A 初回限定盤B 通常盤                              | 7位      |
| 6  | GLORY DAYS      | 2013年6月12日 | CD+DVD CD CD+DVD CD | 初回限定盤A 初回限定盤B 初回限定盤C 通常盤A 通常盤B 通常盤C | 7位      |
| -- | --------------- | ------------- | ------------------- | ----------------------------------------------------------- | -------- |

### 專輯
| 枚 | 專輯名   | 發售日        | 販售 形態 | 形態              | 最高順位 |
| 1  | 1st DATE | 2012年4月25日 | CD+DVD CD | 初回限定盤 通常盤 | 11位     |
| -- | -------- | ------------- | --------- | ----------------- | -------- |

### DVD
| 枚 | DVD名                                                                               | 發售日                     | 販售 形態         | 最高順位 |
| 1  | Ｄ☆ＤＡＴＥ １ｓｔ Ｔｏｕｒ ２０１１ Ｓｕｍｍｅｒ ＤＡＴＥ ＬＩＶＥ～手をつないで～ | 2011年12月21日             | 初回限定盤 通常盤 | 77位     |
| 2  | Ｄ☆ＤＡＴＥ ＴＯＵＲ ２０１２ ～ＤＡＴＥ Ａ ＬＩＶＥ～                              | 2013年1月1日 2013年1月30日 | 7net限定版 通常盤 | 16位     |
| -- | ----------------------------------------------------------------------------------- | -------------------------- | ----------------- | -------- |

### 寫真集
- D☆DATE TOUR 2012 〜DATE A LIVE〜（2012年9月，7net) (已絕版/停止販售)

## 連結
- D☆DATE avex公式サイト（页面存档备份，存于）
- D☆DATE公式twitter（页面存档备份，存于）
- D☆DATE OFFICIAL BLOG (已關閉)